# La Nuée bleue
Les éditions La Nuée Bleue ont été créées en 1920 à Strasbourg par les éditions encyclopédiques Quillet. La Nuée Bleue est devenue au fil des décennies le premier éditeur de livres en Alsace et dans l’Est de la France. Appartenant au journal les Dernières Nouvelles d’Alsace, elle fut dirigée par Bernard Reumaux à partir de 1985 puis par Mathilde Reumaux depuis 2018.

Avec 500 titres de fonds et 30 nouveautés par an, elle offre un catalogue très diversifié, fortement ancré dans la région mais également à portée nationale, notamment depuis la création de la collection de livres d’art « La grâce d’une cathédrale » en 2010.
La Nuée Bleue est membre du Syndicat national de l’édition (SNE).

## Histoire, documents, témoignages
Les publications de La Nuée Bleue en histoire ont renouvelé le regard sur l’Alsace depuis une vingtaine d’années. Elles sont par ailleurs souvent enrichies de nombreuses images. Voici une sélection de quelques titres de référence :
- Loïc Chalmel, Oberlin, le pasteur des Lumières
- Matthieu Arnold, Albert Schweitzer, les années alsaciennes
- Victor Hugo, Le Rhin
- Robert Grossmann, La comtesse de Pourtalès
- Alsace, la grande encyclopédie des années de guerre (ouvrage collectif)
- Eugène Riedweg, Les Malgré-Nous
- Dominique Richert, Cahiers d’un survivant
- Jean-Noël et Francis Grandhomme, Les Alsaciens-Lorrains dans la Grande Guerre
- Tomi Ungerer, A la guerre comme à la guerre ; De père en fils ; Mon Alsace[2]

## Beaux-livres et patrimoine
- Roland Recht, La cathédrale de Strasbourg
- Yannick Scheibling et Roland Muller, Tout Hansi
- Spindler, un siècle d’art en Alsace
- Christian et Elisabeth Busser, Plantes des Vosges
- Michel-Paul Urban, La grande encyclopédie des lieux d’Alsace
- Nicolas Mengus et Jean-Michel Rudrauf, Dictionnaire des châteaux forts d’Alsace

## Gastronomie
Simone Morgenthaler a une dizaine de titres au catalogue de La Nuée Bleue : Mon Alsace gourmande, Décors et recettes de Noël.
Suzanne Roth est l’auteur de plusieurs ouvrages, dont Les petits gâteaux d’Alsace, un best-seller qui a dépassé les 120 000 exemplaires depuis sa sortie.
André Muller, animateur de l’émission culinaire  A gueter sur France 3 Alsace, a sorti un ouvrage tiré de son émission en partenariat avec France 3 : A gueter ! 70 recettes d’Alsace.

## Dialecte alsacien et humour
Deux dictionnaires d’alsacien de référence sont au catalogue : Le dialectionnaire (trilingue français-alsacien-allemand) de Claude Guizard et Jean Speth et L’Alsadico (français-alsacien) d’Edmond Jung. Par ailleurs, La Nuée Bleue a développé une gamme de classiques des albums jeunesse édités en dialecte alsacien Die drei Raïwer (Les trois brigands) de Tomi Ungerer, ‘s kleine bibbele will àn’s meer (La petite poule qui voulait voir la mer) de Christian Heinrich. Une partie des publications en alsacien est soutenue par l’OLCA.
Autres livres de références en alsacien : Wie gehts ?, un manuel d’apprentissage du dialecte par Raymond Matzen et Léon Daul, le D'Làchkùr, un recueil de blagues de Freddy Willenbücher.
Laurence Winter, Ciel ! Mon mari est muté en Alsace ....

## Littérature
Plusieurs collections de littérature ont été créées dont Les cahiers de La Nuée Bleue : Claude Vigée, La maison des vivants ; Ozren Kebo, Bienvenue en enfer ; René-Nicolas Ehni, Vert-de-gris ; Olivier Larizza, Les nénuphars de Belgrade.
D’autres auteurs connus ont publié à La Nuée Bleue : Max Genève, Meurtres païens.

## La collection «La grâce d’une cathédrale»
La Nuée Bleue édite une collection monumentale et de prestige sur les grandes cathédrales de France dirigée par l’archevêque émérite de Strasbourg, Mgr Joseph Doré, théologien et éditeur expérimenté. « La grâce d’une cathédrale » constitue une collection de référence à destination du grand public, sans précédent dans l’histoire de l’édition française.
La nouveauté de ces ouvrages réside dans l’appel à une large équipe d’auteurs scientifiques, dans la richesse de l’iconographie, à la fois ancienne et contemporaine, et dans les trois parties qui constituent l’ouvrage : I. Une histoire de la construction de la cathédrale. II. La description de l’édifice III. L’histoire de la vie civile et religieuse dans la cathédrale.
Chaque ouvrage de la collection est dirigé par l’évêque du lieu qui s’entoure d’un comité de direction scientifique et d’une large équipe d’auteurs (20 à 50, selon les titres). Historiens, historiens de l’art, architectes, artisans, théologiens, ecclésiastiques, musicologues, ce sont les meilleurs spécialistes du monument.
Les ouvrages sont très richement illustrés par des reportages photographiques, souvent inédits, par des images anciennes (tableaux, gravures, dessins) et des documents techniques qui aident à comprendre le monument et rendent le livre attrayant. De grand format, avec 400 à 500 pages, une couverture toilée dorée au fer à chaud et une jaquette, les ouvrages sont de magnifiques livres.
Près de cinq cents auteurs ont contribué aux volumes de la collection La Grâce d'une cathédrale.
Les ouvrages sont publiés en coédition avec Place des victoires depuis le sixième volume (Notre-Dame de Paris).
Sont parus les ouvrages suivant :
- Strasbourg (2007),  pour la Cathédrale Notre-Dame
- Reims (2011), pour la Cathédrale Notre-Dame
- Lyon (2011), pour la Primatiale Saint-Jean
- Rouen (2010), pour la Cathédrale Notre-Dame de l'Assomption
- Amiens (2012), pour la Cathédrale Notre-Dame
- Paris (2012), pour la Cathédrale Notre-Dame
- Chartres (2013), pour la Cathédrale Notre-Dame
- Quimper (2013), pour la Cathédrale Saint-Corentin
- Nantes (2013), pour la Cathédrale Saint-Pierre
- Lille (2014), pour la Cathédrale Notre-Dame-de-la-Treille
- Clermont (2014), pour la Cathédrale Notre-Dame-de-l'Assomption
- Saint-Denis (2015), pour la Basilique Saint-Denis
- Cathédrales de Provence (2015), pour la Cathédrale Saint-Sauveur et autres édifices de la région
- Albi (2015), pour la Cathédrale Sainte-Cécile
- Bayeux (2015), pour la Cathédrale Notre-Dame
- Saint-Malo (2017), pour la Cathédrale Saint-Vincent
- Bourges (2017), pour la Cathédrale Saint-Étienne
- Vendée. Luçon, Maillezais, Saint-Laurent-sur-Sèvre (2017), pour la Cathédrale Notre-Dame-de-l'Assomption et autres édifices de la région
- Bordeaux (2017), pour la Cathédrale Saint-André
- Saint-Guilhem-le Désert (2018), pour l'Abbaye de Saint-Guilhem-le-Désert
- Paris (2018), pour la Cathédrale Saint-Louis-des-Invalides
- Vézelay (2018), pour la Basilique Sainte-Marie-Madeleine
- Metz (2019), pour la Cathédrale Saint-Étienne[1]
- Angers (2020) pour la Cathédrale Saint-Maurice
- Autun (2020) pour la Cathédrale Saint-Lazare

Autour de la série « La Grâce d'une cathédrale » et selon le même principe éditorial sont parus
- La grâce d'une basilique. Fourvière. L'âme de Lyon (2014)
- La grâce de Saint-Roch. Au cœur de Paris, la paroisse des artistes (2015)
- La grâce de Saint-Eustache. Au cœur de Paris la paroisse des Halles (2019)
- La grâce des cathédrales, trésors des régions de France (2021)